# Thoeun Theara
Thoeun Theara (tiếng Khmer: ធឿន ធារ៉ា), sinh năm 1998, tại làng Sdav, xã Prey Kandieng, huyện Peam Ro, tỉnh Prey Veng, biệt danh là Pu-thao-đay-pi-kheat có nghĩa là sát thủ cầm búa. Vì vậy những đối thủ khi chạm trán với Thoeun Theara thường rất ngại ngán với cú chơi cùi trỏ rất điêu luyện và sắt bén, thường làm cho đối thủ rướm máu trên trán, đầu, mặt, mũi là khó tránh khỏi.

## Xuất thân
Thoeun Theara là con trai duy nhất trong một gia đình có bốn người con, Theara không có bất kỳ cơ hội nào để học hành. Anh rời quê hương ở tỉnh Prey Veng để đến sống ở Thái Lan với cha mẹ khi còn nhỏ và anh lớn lên chứng kiến cha mẹ mình làm thợ đốn gỗ cực khổ cho một doanh nghiệp ở tỉnh Saraburi.
Năm 10 tuổi, anh quyết định làm việc trong một cửa hàng bánh mì, nơi anh kiếm được 300 baht mỗi ngày. Ngoài làm việc toàn thời gian từ 7 giờ sáng đến tối, Theara còn làm thêm đến 11 giờ đêm để kiếm số tiền 5.000 baht mỗi tháng (150 USD).
Khi Thoeun Theara 15 tuổi (năm 2013), anh về thăm quê hương ở Prey Veng cùng cha mẹ và quyết định ở lại Campuchia để làm việc cho một doanh nghiệp sản xuất gạch gần đó.
Vào năm 2016, Thoeun Theara và cha mẹ anh quyết định trở lại Thái Lan để làm việc, nơi đó họ đều nhận được công việc là thợ rèn tủ kim loại. Họ làm việc theo đơn đặt hàng của khách và công việc mới này giúp họ tiết kiệm được một khoản tiền kha khá vì mỗi tháng họ kiếm được khoảng 15.000 baht.
Thật không may, công việc mới này chỉ kéo dài được một năm trước khi họ lại thất nghiệp, điều này buộc Theara và cha mẹ anh phải quay trở lại Campuchia vào năm 2017 và Theara lại làm công nhân xây dựng ở Phnôm Pênh, chỉ kiếm được 40.000 riel trong một ngày.
Khi đang làm công việc xây dựng, Theara được một người bạn khuyên nên tập luyện tại câu lạc bộ Kun Khmer của Bộ nông nghiệp gần siêu thị Aeon Mall Phnôm Pênh với huấn luyện viên Yuth Phuthong, đồng thời là chủ tịch câu lạc bộ. Theara nói:
"Tôi đã luyện tập cùng bạn bè mà không cho bố mẹ biết. Tôi yêu thích và muốn tập boxing từ năm 15 tuổi. Khi đó, tôi thích xem những trận đấu của Eh Phuthong và Meun Sophea. Đối với Muay Thái ở Thái Lan, tôi thích những trận đấu của Buakaw [Banchamek] và khi tôi thấy anh ấy giành chức vô địch, tôi muốn tập Kun Khmer để tạo dựng danh tiếng như họ."
Với thể chất mạnh mẽ bẩm sinh cũng như sức mạnh có được nhờ làm việc chăm chỉ như một người lao động, Theara đã có thể nhanh chóng phát triển các kỹ năng của mình và xuất hiện lần đầu tiên trong một đấu trường tư nhân vào năm 2017. Anh ấy đã kết thúc năm đó với thành tích bất bại sau khi thắng 09 trận liên tiếp và nhận được 01 trận hòa.
Huấn luyện viên Kun Khmer Eh Phuthong là sư phụ của Theara - ông có câu lạc bộ đồng minh ở Thái Lan, đã quyết định cử Theara sang tập luyện và thi đấu tại quốc gia này. Trong những lần thượng đài từ năm 2018 đến đầu năm 2020, Theara đã gặp gỡ nhiều võ sĩ nổi tiếng của Thái Lan trên võ đài và từng thượng đài với họ và thắng hơn 30 trận.

## Sự nghiệp
Trong hơn hai năm ở Thái Lan, Theara đã tạo dựng được danh tiếng của mình và khiến người hâm mộ Campuchia mong mỏi anh trở lại Campuchia, điều mà cuối cùng anh đã làm được vào giữa năm 2020.
“Quyết định trở lại Campuchia là do tôi đưa ra chứ không ai ép buộc. Đó là quyết định của riêng tôi vì tôi muốn trở lại để quảng bá võ thuật Khmer của chúng tôi, đồng thời tôi cũng có một gia đình ở Campuchia”, Theara nói và cho biết thêm rằng anh đã kết hôn với một phụ nữ Khmer tên Meymey vào năm 2020 và hiện họ có một con gái. .
Sự trở lại của Theara với quyền anh Kun Khmer lúc đầu không như mong đợi của nhiều người vì sau 4 trận đấu, anh ấy phải nghỉ thi đấu dài hạn vì chấn thương, nhưng sau đó vào cuối năm 2022, anh ấy đã khiến mọi người choáng váng tại cuộc thi tranh đai Nhà vua Thái Lan khi anh ấy đã sử dụng cùi chỏ thành thạo để rạch một vết rộng trên mắt phải của võ sĩ Thái Lan Saiyok Sakchainrong khiến máu không ngừng chảy cho đến khi bác sĩ buộc phải dừng trận đấu ở hiệp đầu tiên. Theara nói thêm:
"Tôi không biết dùng từ nào để diễn tả cảm xúc của mình, tôi chỉ biết rơi nước mắt để thể hiện sự xúc động của mình. Đây là chiến thắng quan trọng nhất và là khoảnh khắc thú vị nhất mà tôi từng gặp trong đời."
Theara nói về chiến thắng đầy khó chịu của mình: 
"Bản thân tôi không ngờ mình lại thi đấu tốt như vậy, nhưng giành được chiếc đai này có nghĩa là tạo ấn tượng rất lớn cho võ thuật Khmer của chúng tôi và góp phần quảng bá môn võ này ra nước ngoài, được công nhận nhiều hơn, vì võ thuật của chúng tôi lúc đó được xếp hạng lần đầu tiên xếp hạng thế giới."
Ngoài việc giành cúp và đai tại giải đấu của nhà vua Thái Lan, Theara đã chính thức nhận được tổng số tiền thưởng gần 30.000 đô la, cộng với một loạt quyên góp từ những người hâm mộ quyền anh địa phương, bao gồm 10.000 đô la khác và ba mảnh đất - mỗi mảnh đất trong một năm. các tỉnh Kandal, Kampong Speu và Kampong Chhnang.
“Giành được chiếc đai này đã giúp cuộc sống của tôi dễ dàng hơn và tôi muốn dùng số tiền mình có để xây một ngôi nhà ở Phnôm Pênh. Nhưng tôi vẫn chưa có đất ở Phnôm Pênh, nên nếu có nhà tài trợ nào cho tôi một lô đất ở Phnôm Pênh thì tốt quá, vì tôi muốn sống ở Phnôm Pênh để tiện huấn luyện và chiến đấu. Các võ sĩ nói.
Sau khi đánh bại Saiyok của Thái Lan trong trận chung kết hạng 72,5kg, Theara tiếp tục đánh bại Beckham của Thái Lan với một điểm ở Town Arena. Sau chiến thắng, WMO quyết định công nhận võ thuật Khmer và đưa Theara lên vị trí đầu tiên ở hạng cân 72,5 kg.
Nhưng hiện tại Theara đã tụt xuống vị trí thứ hai, với Youssef Boughanem của Bỉ chiếm vị trí đầu tiên, Beckham ở vị trí thứ ba, David Pennimpede của Mỹ ở vị trí thứ tư và Saiyok ở vị trí thứ năm.
Tuy nhiên, ở trận giao hữu quốc tế tại Nhà thi đấu truyền hình PNN vào ngày 14/1/2023, Theara hạ knock-out một võ sĩ mạnh khác của Thái Lan là Kang Kiệt Nawi ở hiệp 5, cho thấy anh không có ý định nhường ngôi số một lâu dài.
Tuy nhiên, Theara nói rằng anh ấy có tham vọng giành được đai tại một sự kiện lớn hơn trên đấu trường quốc tế. Mục tiêu tiếp theo của anh ấy là giành được một danh hiệu tại sự kiện ONE Championship. Theara nói:
"Tôi thấy một số võ sĩ nổi tiếng nhất thế giới, họ đã giành được nhiều nhà vô địch và danh hiệu, vì vậy tham vọng của tôi không dừng lại sau khi giành được một danh hiệu ở Thái Lan. Tôi muốn có thêm cơ hội giành được những danh hiệu lớn trên đấu trường quốc tế. Nếu có cơ hội thi đấu tại ONE Championship thì càng tốt vì tôi muốn kiểm tra khả năng của mình với những võ sĩ đẳng cấp thế giới để biết rõ hơn tiềm năng của mình ở mức độ nào."

## Thành tích và danh hiệu
- Ngày 26/02/2023, Sự kiện Krud - Kun Khmer hạng cân 72 kg, Đai vô địch.
- Ngày 11/02/2023, Sự kiện IPCC World Champion - Kun Khmer hạng cân 72 kg, Đai vô địch.
- Ngày 24/12/2022, Sự kiện Thai Fight - Muay Thai hạng cân 72 kg, Đai và Cup vô địch.